# .bn
.bn為文莱國家及地區頂級域（ccTLD）的域名，於1994年啟用。必须是在文莱注册的公司和组织才能使用該域名。一些二級域名下的三級域名已可以公開註冊使用。

## 外部連結
- IANA .bn whois information（页面存档备份，存于）